# موجيلوف
موغيلوف مدينة تقع في شرق بيلاروس، على بعد حوالي 76 كيلومتر من الحدود مع منطقة سمولينسك الروسية وحوالي 105 كيلومتر من الحدود مع بريانسك أوبلاست الروسية. اعتبارًا من 2011 ، كان عدد سكانها 360918 ،  ارتفاعًا من حوالي 106000 في عام 1956. وهو المركز الإداري لمنطقة موغيليف وثالث أكبر مدينة في بيلاروس.

## التاريخ

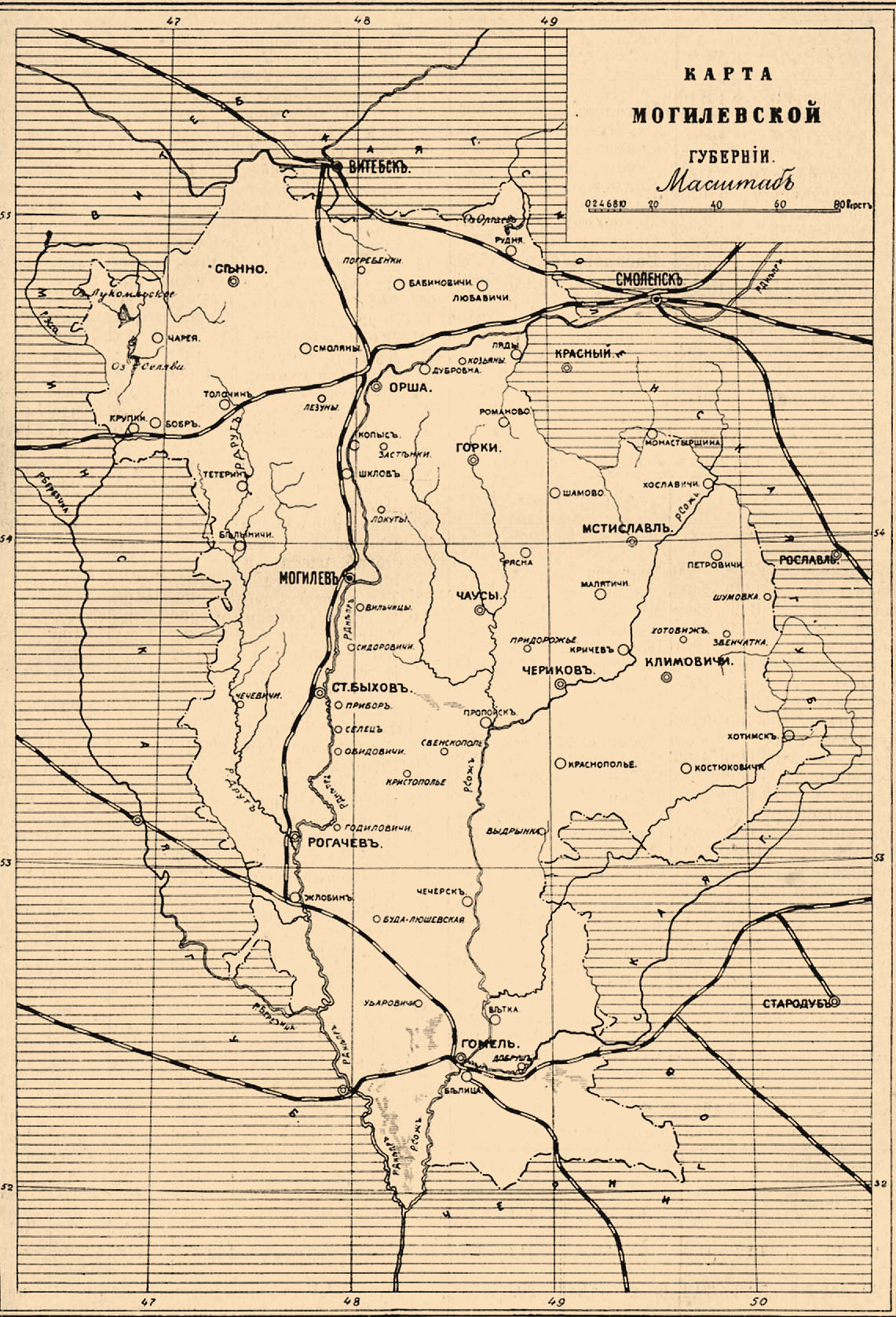
رسم توضيحي من موسوعة بروكهاوس وإيفرون اليهودية (1906-1913) ؛ مقاطعة موغيليف الإمبراطورية الروسية

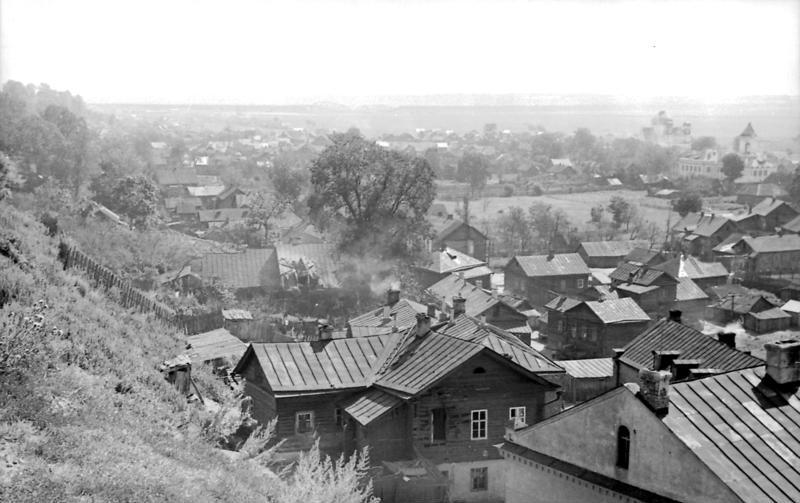
موغيليف في يوليو 1941

تم ذكر المدينة في المصادر التاريخية منذ عام 1267. من القرن الرابع عشر كانت جزءًا من دوقية ليتوانيا الكبرى ، ومنذ اتحاد لوبلين (1569) ، وهي جزء من الكومنولث البولندي اللتواني ، حيث أصبحت تعرف باسم موهيليو . في القرن السادس عشر والسابع عشر ازدهرت المدينة كواحدة من العقد الرئيسية لطرق التجارة بين الشرق والغرب والشمال والجنوب.
في عام 1577 منحها الملك البولندي الليتواني ستيفان باتوري حقوق المدينة بموجب قانون ماغدبورغ . في عام 1654 ، تفاوض سكان المدينة على معاهدة استسلام للروس بسلام، إذا تم طرد اليهود وتقسيم ممتلكاتهم بين سكان موغيليف. وافق القيصر أليكسي ميخائيلوفيتش . ومع ذلك، فبدلاً من طرد اليهود، ذبحتهم القوات الروسية بعد أن قادتهم إلى ضواحي البلدة. اشتعلت النار في المدينة من قبل قوات تشارلز الثاني عشر في عام 1708 ، خلال الحرب الشمالية العظمى . بعد التقسيم الأول لبولندا (1772) أصبح موغيليف جزءًا من الإمبراطورية الروسية وأصبح مركزًا لمقاطعة موغيليف .
في الأعوام 1915-1917 ، خلال الحرب العالمية الأولى ، كان مقر ستافكا ، مقر الجيش الإمبراطوري الروسي في المدينة، وقضى القيصر، نيكولاس الثاني ، فترات طويلة هناك كقائد أعلى.
في أعقاب الثورة الروسية ، في عام 1918 ، احتلت ألمانيا لفترة وجيزة من قبل ألمانيا ووضعت تحت حكم جمهورية بيلاروسيا الشعبية التي لم تدم طويلا. ثم، في عام 1919 تم الاستيلاء عليها من قبل قوات روسيا السوفيتية ودمجها في روسيا البيضاء الاشتراكية السوفياتية . حتى الحرب العالمية الثانية والمحرقة ، مثلها مثل العديد من المدن الأخرى في أوروبا، كان عدد سكان موغيليف يهوديًا كبيرًا: طبقًا للتعداد الروسي لعام 1897 ، من بين إجمالي عدد السكان البالغ 41,100 ، كان 21,500 من اليهود (أي حوالي 50 بالمائة).
أثناء عملية Barbarossa ، تم غزو المدينة من قبل قوات الفيرماخت في 26 يوليو 1941 وظلت تحت الاحتلال الألماني حتى 28 يونيو 1944. أصبح موغيليف المقر الرسمي لـ High SS وقائد الشرطة (HSSPF) Erich von dem Bach . خلال تلك الفترة، تم تهجير يهود موغيليف وقتلهم بشكل منهجي من قبل أوردنونغسبولايزي وأفراد قوات الأمن الخاصة . هاينريش هيملر شخصياً شهد إعدام 279 يهوديًا في 23 أكتوبر 1941. في وقت لاحق من ذلك الشهر، سُمِّم عدد من المرضى المعوقين عقليا بأبخرة عوادم السيارات كتجربة. طُبقت طريقة القتل هذه لاحقًا في العديد من معسكرات الإبادة النازية. تم التخلي عن الخطط الأولية لإقامة معسكر للموت في موغيليف لصالح قوات تروستينيت مالي .
في عام 1944 ، احتل الجيش الأحمر المدينة المدمرة تمامًا وعادت إلى الهيمنة السوفيتية. كان موغيليف آنذاك موقع معسكر العمل لجنود أسرى الحرب الألمان .
منذ أن حصلت بيلاروس على استقلالها في عام 1991 ظلت موغيليف واحدة من مدنها الرئيسية.

## الديانة
كان موهيليف الأسقفية لأبرشية موهيليف الكاثوليكية ‏ حتى اندماجها عام 1991 في أبرشية مينسك موهيليف الكاثوليكية ‏ .
لا يزال هذا هو رؤية الأبرشية (الأبرشية الشرقية) لموغيليف ومسطيسلاو في إكساركسية بيلاروسيا للكنيسة الأرثوذكسية الروسية .

## اقتصاد
بعد الحرب العالمية الثانية تم بناء مركز ضخم للمعادن يضم العديد من مصانع الصلب الكبرى. أيضا، تم إنشاء العديد من المصانع الكبرى للرافعات والسيارات والجرارات ومصنع للكيماويات. بحلول الخمسينيات من القرن الماضي، كان دباغة صناعتها الرئيسية، وكانت مركزًا تجاريًا رئيسيًا للحبوب، والجلود، والملح، والسكر، والأسماك، والأخشاب والصوان: أصبحت المدينة موطنا لميناء داخلي رئيسي على نهر دنيبر منذ (العام / الفترة) ومطار منذ. منذ سقوط الاتحاد السوفياتي وإنشاء بيلاروسيا كدولة مستقلة، أصبح موغيليف أحد المراكز الاقتصادية والصناعية الرئيسية في ذلك البلد.

## سيتي سكيب
أبرز معالم المدينة هي قاعة المدينة التي يعود تاريخها إلى أواخر القرن السابع عشر، والتي سميت باسم راتوشا، والتي بنيت خلال زمن الكومنولث البولندي الليتواني . تعرض البرج الكبير لمبنى البلدية لأضرار جسيمة خلال الحرب الشمالية العظمى والحرب الوطنية العظمى . تم هدمه في نهاية المطاف في عام 1957 وأعيد بناؤه في شكل ما قبل الحرب في عام 2008.
معلم مهم آخر لموغيليف هو كاتدرائية القديس ستانيساو المكونة من ستة أعمدة والتي بنيت على الطراز الباروكي بين عامي 1738 و 1752 وتتميز بلوحاتها الجدارية.
يحافظ دير القديس نيكولاس على الكاتدرائية الرائعة لعام 1668 ، فضلاً عن الأيقونات الأصلية وبرج الجرس والجدران والبوابات. هو حاليا قيد الدراسة لتصبح اليونسكو للتراث العالمي الموقع.
تشمل المعالم الثانوية قصر الأسقفية وقوس النصب التذكاري، وكلاهما يرجع تاريخهما إلى سبعينيات القرن الثامن عشر، والمسرح الهائل في مزيج من أنماط النهضة الجديدة والنهضة الروسية .

في P o l y k o v i c h i ، الجزء الحضري من موغيليف، هناك صاري تلفزيوني طوله 350 متراً، أحد أطول المباني في بيلاروسيا. 

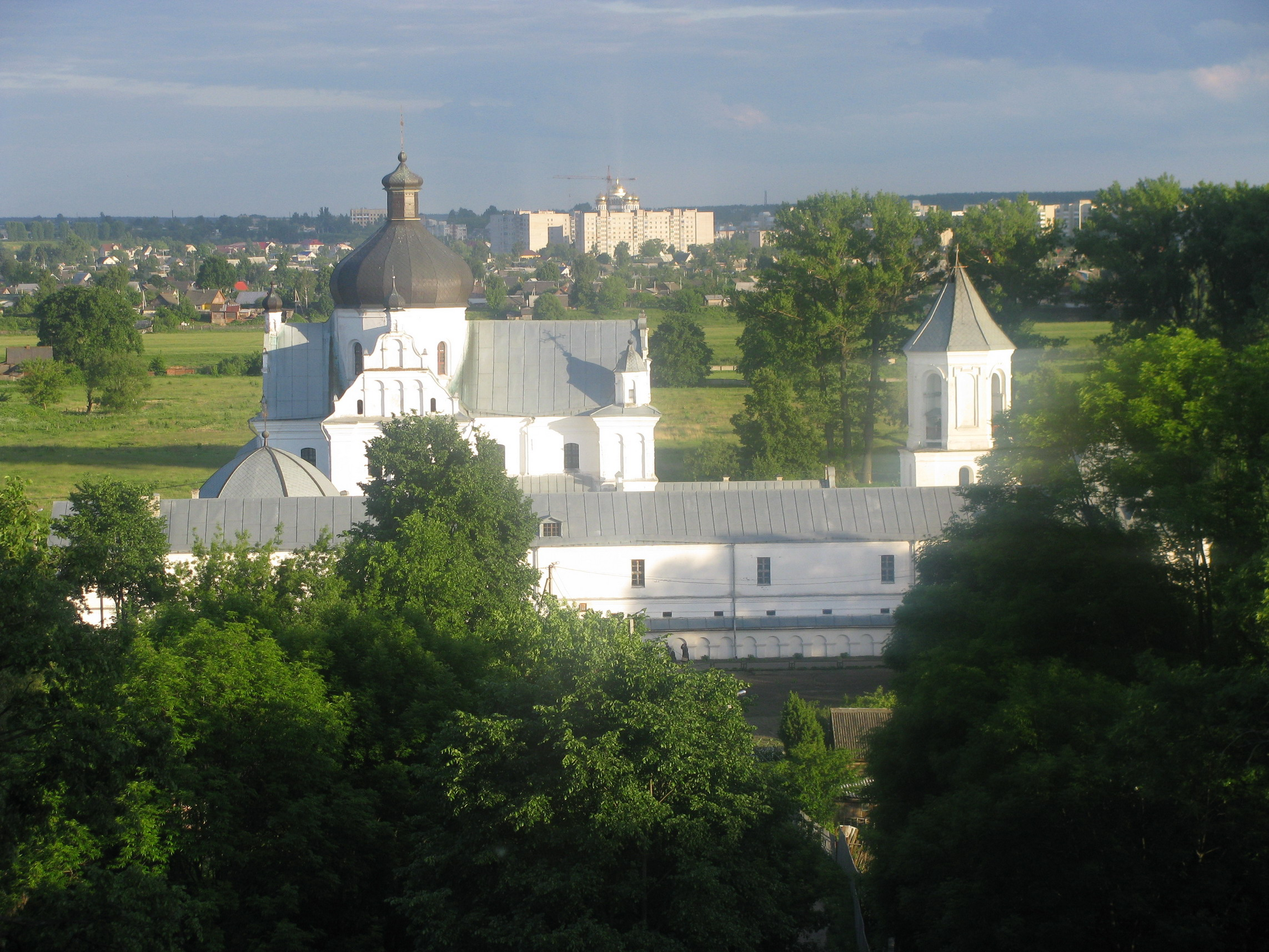
دير القديس نيكولاس
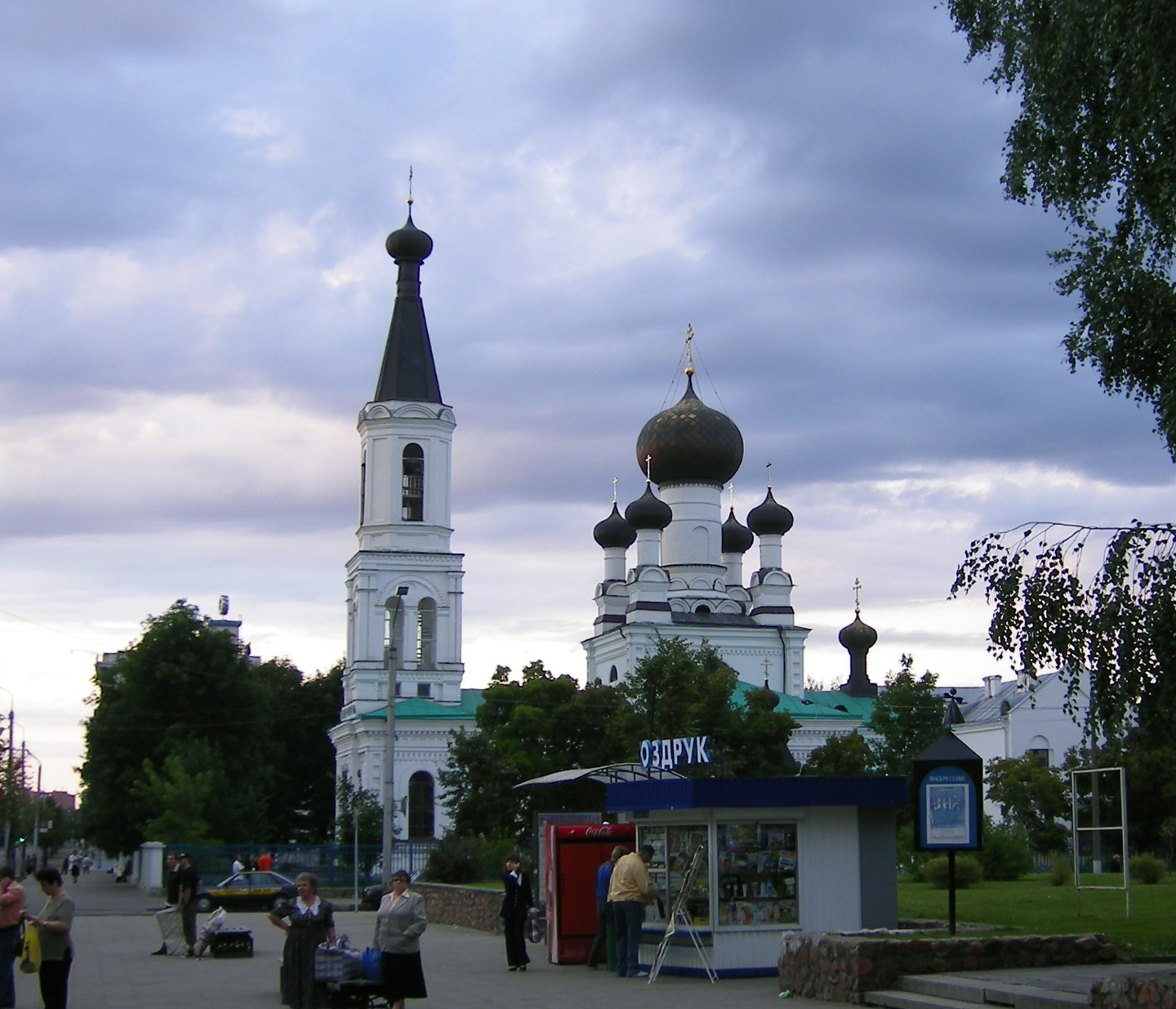
الكنيسة الأرثوذكسية الروسية
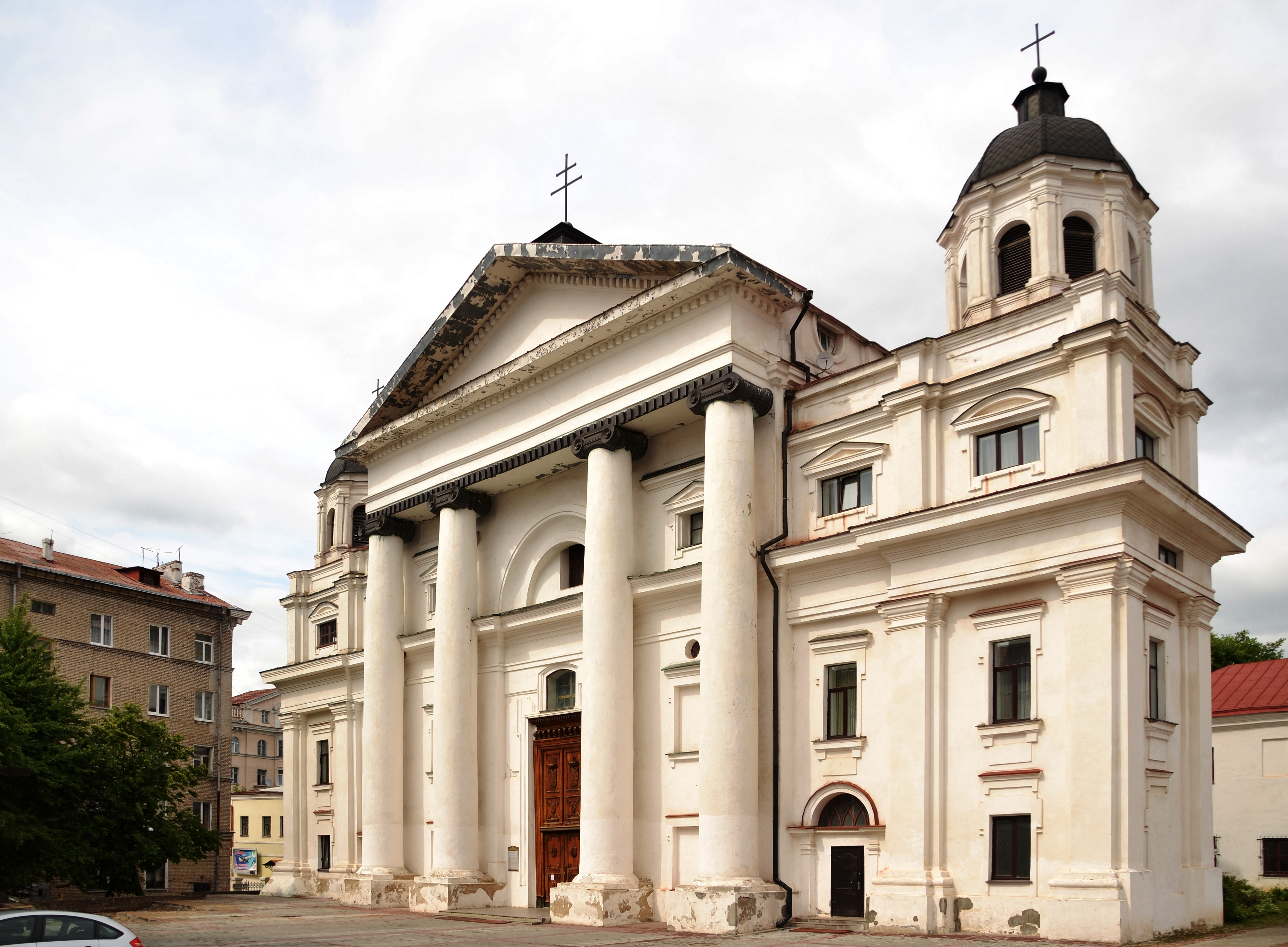
كاتدرائية القديس ستانيساو
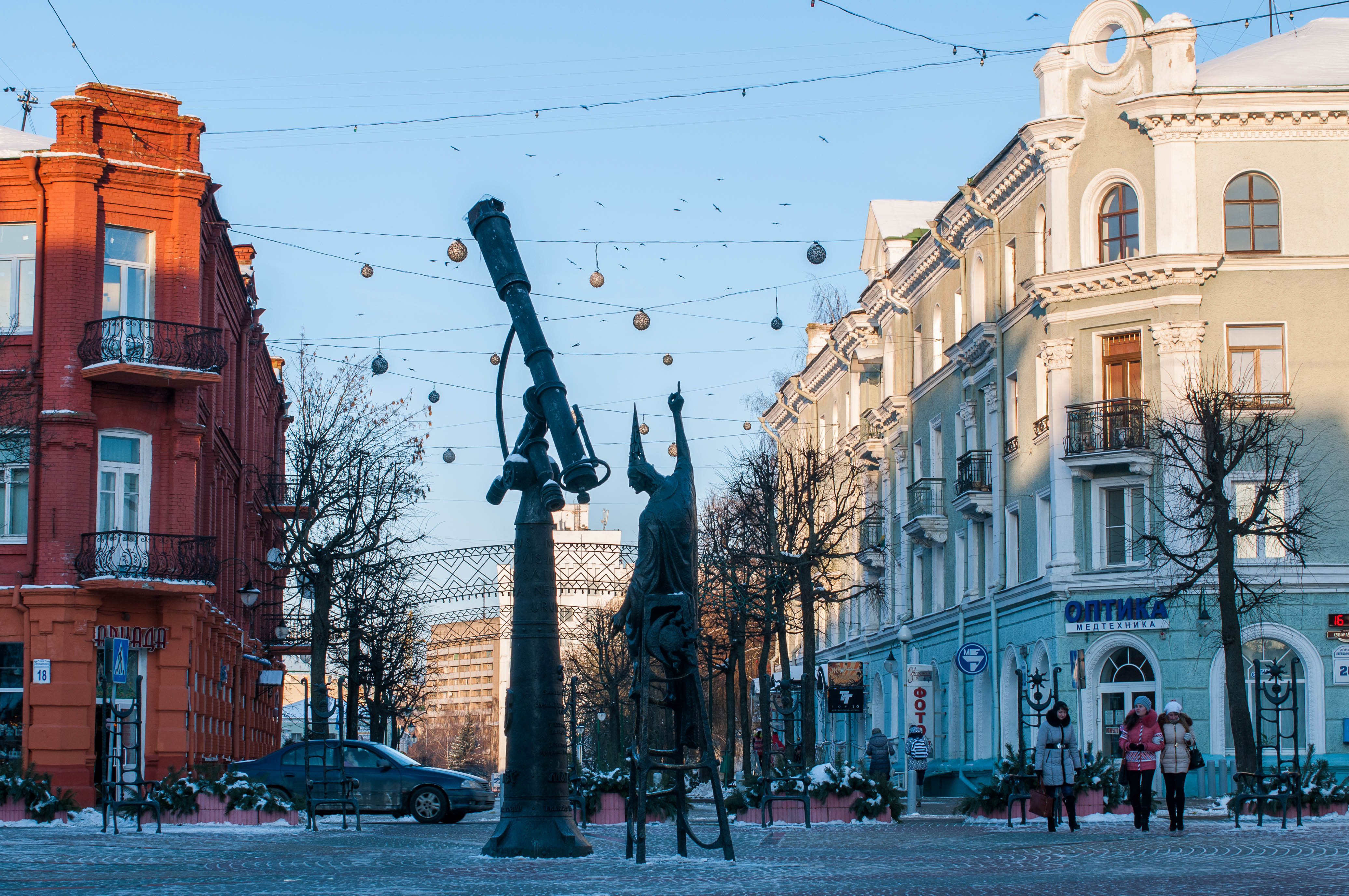
مركز المدينة
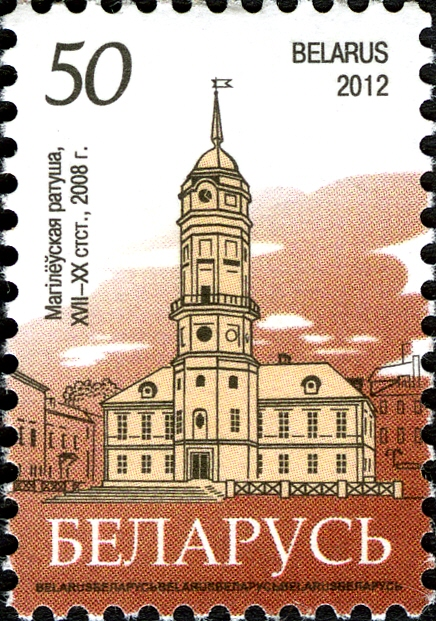
The Town Hall XVII-XX، 2008. Stamp of Belarus، 2012

## جغرافية

### مناخ
يتميز موغيليف بمناخ قاري رطب صيفي ( تصنيف مناخ كوبن D f b ). 
| البيانات المناخية لـ{{{location}}} | البيانات المناخية لـ{{{location}}} | البيانات المناخية لـ{{{location}}} | البيانات المناخية لـ{{{location}}} | البيانات المناخية لـ{{{location}}} | البيانات المناخية لـ{{{location}}} | البيانات المناخية لـ{{{location}}} | البيانات المناخية لـ{{{location}}} | البيانات المناخية لـ{{{location}}} | البيانات المناخية لـ{{{location}}} | البيانات المناخية لـ{{{location}}} | البيانات المناخية لـ{{{location}}} | البيانات المناخية لـ{{{location}}} | البيانات المناخية لـ{{{location}}} |
| الشهر                              | يناير                              | فبراير                             | مارس                               | أبريل                              | مايو                               | يونيو                              | يوليو                              | أغسطس                              | سبتمبر                             | أكتوبر                             | نوفمبر                             | ديسمبر                             | المعدل السنوي                      |
| ---------------------------------- | ---------------------------------- | ---------------------------------- | ---------------------------------- | ---------------------------------- | ---------------------------------- | ---------------------------------- | ---------------------------------- | ---------------------------------- | ---------------------------------- | ---------------------------------- | ---------------------------------- | ---------------------------------- | ---------------------------------- |
| الدرجة القصوى °م (°ف)              | 9.8 (49.6)                         | 12.9 (55.2)                        | 19.3 (66.7)                        | 29.1 (84.4)                        | 30.8 (87.4)                        | 32.6 (90.7)                        | 34.3 (93.7)                        | 36.8 (98.2)                        | 30.6 (87.1)                        | 25.5 (77.9)                        | 14.5 (58.1)                        | 10.9 (51.6)                        | 36.8 (98.2)                        |
| متوسط درجة الحرارة الكبرى °م (°ف)  | −3.0 (26.6)                        | −2.5 (27.5)                        | 3.0 (37.4)                         | 12.0 (53.6)                        | 18.6 (65.5)                        | 21.5 (70.7)                        | 23.6 (74.5)                        | 22.7 (72.9)                        | 16.7 (62.1)                        | 9.9 (49.8)                         | 2.3 (36.1)                         | −2.0 (28.4)                        | 10.2 (50.4)                        |
| المتوسط اليومي °م (°ف)             | −5.3 (22.5)                        | −5.5 (22.1)                        | −0.8 (30.6)                        | 6.7 (44.1)                         | 12.9 (55.2)                        | 16.1 (61.0)                        | 18.1 (64.6)                        | 17.0 (62.6)                        | 11.6 (52.9)                        | 6.0 (42.8)                         | −0.1 (31.8)                        | −4.2 (24.4)                        | 6.0 (42.8)                         |
| متوسط درجة الحرارة الصغرى °م (°ف)  | −7.8 (18.0)                        | −8.5 (16.7)                        | −4.2 (24.4)                        | 2.0 (35.6)                         | 7.3 (45.1)                         | 10.8 (51.4)                        | 12.7 (54.9)                        | 11.6 (52.9)                        | 7.1 (44.8)                         | 2.6 (36.7)                         | −2.3 (27.9)                        | −6.6 (20.1)                        | 2.1 (35.8)                         |
| أدنى درجة حرارة °م (°ف)            | −37.3 (−35.1)                      | −34.7 (−30.5)                      | −35.0 (−31.0)                      | −17.7 (0.1)                        | −4.4 (24.1)                        | −0.7 (30.7)                        | 3.0 (37.4)                         | 0.9 (33.6)                         | −4.8 (23.4)                        | −14.8 (5.4)                        | −23.5 (−10.3)                      | −33.4 (−28.1)                      | −37.3 (−35.1)                      |
| الهطول مم (إنش)                    | 39 (1.5)                           | 34 (1.3)                           | 39 (1.5)                           | 41 (1.6)                           | 53 (2.1)                           | 75 (3.0)                           | 81 (3.2)                           | 65 (2.6)                           | 55 (2.2)                           | 54 (2.1)                           | 45 (1.8)                           | 41 (1.6)                           | 622 (24.5)                         |
| متوسط الأيام الممطرة               | 8                                  | 7                                  | 9                                  | 12                                 | 15                                 | 17                                 | 15                                 | 13                                 | 14                                 | 15                                 | 14                                 | 10                                 | 149                                |
| متوسط الأيام المثلجة               | 21                                 | 20                                 | 13                                 | 4                                  | 0.2                                | 0                                  | 0                                  | 0                                  | 0.1                                | 3                                  | 12                                 | 20                                 | 93                                 |
| متوسط الرطوبة النسبية (%)          | 87                                 | 85                                 | 80                                 | 72                                 | 69                                 | 74                                 | 74                                 | 75                                 | 80                                 | 84                                 | 89                                 | 89                                 | 80                                 |
| المصدر: Pogoda.ru.net              |                                    |                                    |                                    |                                    |                                    |                                    |                                    |                                    |                                    |                                    |                                    |                                    |                                    |

## مواطنون بارزون

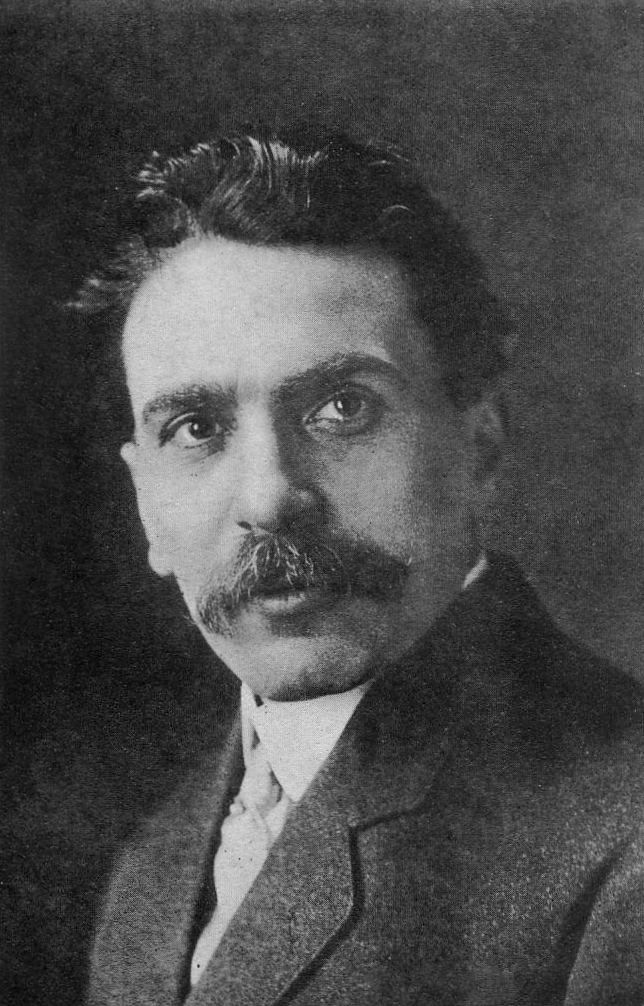
David Pinski around 1900

- Matest M. Agrest ، عالم إثني وعالم رياضيات
- متواضع Altschuler  [لغات أخرى]‏ ، أوركسترا موصل
- أبي أنيليس  [لغات أخرى]‏ ، عالم الأحياء الدقيقة
- ايرفينغ برلين ، ملحن أمريكي
- بيتر الفيموف  [لغات أخرى]‏ ، موسيقي
- أليونا لانسكايا ، مغنية
- جوزيف لوكشتاين  [لغات أخرى]‏ ، الحاخام
- ليونيد إسحاقوفيتش ماندلشتام ، عالم فيزياء
- أندريه ميلنيكوف ، جندي وحائز على جائزة بطل الاتحاد السوفيتي
- Stanisław Julian Ostroróg ، العد البولندي، محارب حرب القرم ، المصور الفوتوغرافي الفيكتوري، الموضوع البريطاني المتجنس
- ديفيد بينسكي  [لغات أخرى]‏ ، الكاتب المسرحي اليديشية
- ليف بولوغايفسكي  [لغات أخرى]‏ ، مدير الشطرنج الدولي
- ليو روجين  [لغات أخرى]‏ ، خبير اقتصادي وكاتب
- أوتو شميدت ، عالم، عالم رياضيات، عالم فلك، فيزياء جيولوجية، رجل دولة، أكاديمي
- عيسى شور ، عالم رياضيات
- Spiridon Sobol ، مُنير وطابعة بيلاروسيا، في عام 1631 نشر أول كتاب ABC في بيلاروسيا
- Mikałaj Sudziłoŭski ، الثوري والعالم
- ليديا زابلوتسكايا  [لغات أخرى]‏ ، مغنية
- سيمون بيشيفيتش  [لغات أخرى]‏ ، اللواء ومحافظ موغيليف (1777)
- Ihar Hershankou ، قاتل متسلسل

## رياضات
فرق المدينة الرياضية:
- كرة القدم: FC توربيدو ماغيليف  [لغات أخرى]‏ ، [39] FC دنيبر ماغيليف  [لغات أخرى]‏ ، ناديجدا موغيليوف
- الهوكي: هونج كونج موغيليف  [لغات أخرى]‏
- الكرة الطائرة: موغيليف ليونز، كومالنيك
- كرة اليد: ماشيكا
- كرة السلة: بوريسين

## المدن التوأم - المدن الشقيقة
موغيليف توأمة مع: 
- كراغوييفاتس، صربيا[40]
- غابروفو، بلغاريا
- فيلوربان، فرنسا
- برديوف، سلوفاكيا
- أيسناخ، ألمانيا
- كيرتش، أوكرانيا
- تولا (روسيا)، روسيا
- كلايبيدا، ليتوانيا
- فوتسوافك، بولندا
- دنيزلي، تركيا
- شيمكنت، كازاخستان
- سومقاييت، أذربيجان[41]
- الريان (قطر)، قطر[42]

## روابط خارجية
المدينة والخرائط الإقليمية لموغيليف
- أفضل خريطة زوومابلي لموغيليف وبيلاروسيا متوفرة، من الممكن أن نرى Voblasts ، وراجون، والمدن والشوارع -> في الصفحة، انقر فوق KAPTbI لأعلى
- خريطة زوومابلي من Mogilev وبشكل عام من روسيا البيضاء
- خريطة زوومابلي من روسيا البيضاء مع دقة منخفضة
- خريطة عامة جيدة للطرق والسكك الحديدية
- نظرة عامة على دول البلطيق وبيلاروسيا وشرق أوروبا
- بيلاروسيا، خريطة طبوغرافية
- "Baltic countries full detail railway map. Belarus and Baltics in C1 sector". مؤرشف من الأصل في 2012-05-23.
- التفاصيل العامة، خريطة PDF للتحميل من روسيا البيضاء